# Cascade de Pissevache
Pour l’article homonyme, voir Pissevache.
La cascade de Pissevache est une chute d'eau de France située en Haute-Savoie, sur la commune de Sixt-Fer-à-Cheval. Elle se situe dans le massif du Giffre, sur le cours d'un torrent qui descend de la face sud du pic de Tenneverge et franchit les falaises du cirque du Fer-à-Cheval,.